# Wolfgang Decker (Sporthistoriker)
Wolfgang Decker (* 27. Juli 1941 in Trier; † 28. April 2020) war ein deutscher Sporthistoriker und Ägyptologe.

## Leben
Decker studierte an der Deutschen Sporthochschule in Köln, wo er den Titel eines Diplom-Sportlehrers erwarb. An der Universität zu Köln studierte er Ägyptologie und wurde 1971 bei Philippe Derchain promoviert. 1974 erfolgte die Habilitation an der Deutschen Sporthochschule. Von 1976 bis zu seiner Emeritierung war er Professor für Geschichte des Sports an der Deutschen Sporthochschule. Er war Fellow des European Committee for Sports History.
Wolfgang Decker forschte insbesondere auf dem Gebiet des Sports des alten Ägypten sowie der griechischen Antike. 
Er war seit 1989 Mitherausgeber der Zeitschrift Nikephoros. Zeitschrift für Sport und Kultur im Altertum.

## Veröffentlichungen (Auswahl)
- Die physische Leistung Pharaos. Untersuchungen zu Heldentum, Jagd und Leibesübungen der ägyptischen Könige. Kleikamp, Köln 1971 (Köln, Universität, phil. Dissertation, 1970).
- Quellentexte zu Sport und Körperkultur im alten Ägypten. Richarz, St. August 1975, ISBN 3-921255-08-2.
- Sport und Spiel im Alten Ägypten (= Beck's Archäologische Bibliothek.). Beck, München 1987, ISBN 3-406-31575-5.
- mit Michael Herb: Bildatlas zum Sport im Alten Ägypten. Corpus der bildlichen Quellen zu Leibesübungen, Spiel, Jagd, Tanz und verwandten Themen (= Handbuch der Orientalistik. Abt. 1: Der Nahe und der Mittlere Osten. Bd. 14, 1–2). 2 Teilbände (Bd. 1: Text. Bd. 2: Abbildungen.). Brill, Leiden u. a. 1994, ISBN 90-04-09882-8 (Bd. 1), ISBN 90-04-09973-5 (Bd. 2).
- Sport in der griechischen Antike. Vom minoischen Wettkampf zu den Olympischen Spielen (= Becks archäologische Bibliothek). Beck, München 1995, ISBN 3-406-39668-2 (2., völlig überarbeitete und aktualisierte Auflage. Arete, Hildesheim 2012, ISBN 978-3-942468-06-0), (in griechischer Sprache: Ο αθλητισμός στην ελληνική αρχαιότητα. Από τους μινωικούς στους Ολυμπιακούς Αγώνες. Εκδόσεις Παπαζήση, Αθήνα 2004, ISBN 960-02-1734-3).
- mit Jean-Paul Thuillier: Le sport dans l'Antiquité. Égypte, Grèce et Rome (= Antiqua. Bd. 8). Picard, Paris 2004, ISBN 2-7084-0596-9.
- Praeludium olympicum. Das Memorandum des Jahres 1835 von Innenminister Ioannis Kolettis an König Otto I. von Griechenland über ein Nationalfest mit öffentlichen Spielen nach dem Muster der antiken panhellenischen Agone (= Nikephoros. Beihefte 13). Weidmann, Hildesheim 2006, ISBN 3-615-00324-1.
- Pharao und Sport. Von Zabern, Mainz 2006, ISBN 3-8053-3620-9.
- mit Carl Dietmar: Die Olympischen Spiele in der Antike und ihre Wiederbelebung in der Neuzeit. Merus, Hamburg 2008, ISBN 978-3-939519-53-9.
- Sport am Nil. Texte aus drei Jahrtausenden ägyptischer Geschichte. Arete, Hildesheim 2012, ISBN 978-3-942468-03-9.
- Antike Spitzensportler. Athletenbiographien aus dem Alten Orient, Ägypten und Griechenland. Arete, Hildesheim 2014, ISBN 978-3-942468-23-7.